# Leopold Clemens van Saksen-Coburg en Gotha

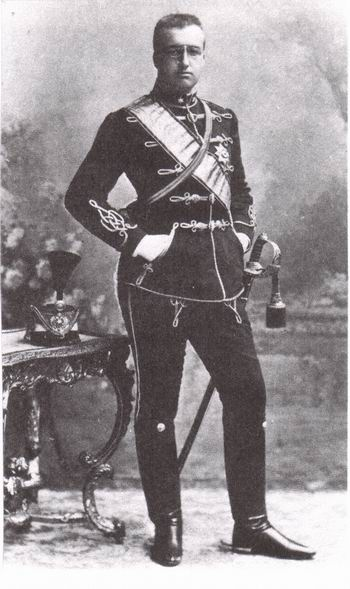
Portretfoto van Leopold Clemens

Leopold Clemens Philipp August Maria van Saksen-Coburg en Gotha (Svätý Anton, 19 juli 1878 — Wenen, 27 april 1916) was een Oostenrijks-Hongaars officier en een prins uit het katholieke huis Koháry. Hij was de enige zoon van Louise van België en Filips van Saksen-Coburg en Gotha. Zijn gewelddadige dood tijdens een relatiebreuk zond een schok door de Europese vorstenhuizen.

## Achtergrond
Prins Leopold Clemens was het oudste kind en de enige zoon in het getroebleerde huwelijk van de Belgische prinses Louise en de Oostenrijkse prins Filips, beiden prominente leden van het Huis Saksen-Coburg en Gotha. Hij deelde zijn naam met zijn grootvader langs moederszijde, koning Leopold II van België, en een aantal andere Coburger verwanten. Leopold Clemens was de enige erfgenaam van het familievermogen, een van de grootste in Europa, dat terugging op prinses Maria Antonia Koháry de Csábrág.

## Fatale relatie
Als huzarenkapitein in het Oostenrijks-Hongaarse leger ontmoette Leopold Clemens in 1907 een Weens meisje genaamd Camilla Rybicka. Rybicka was een dochter van hofraad Rybicka, een officier in de Weense politie. Ze behoorde tot de high society maar was niettemin een burgermeisje. De twee begonnen een romantische verhouding en reisden samen door het keizerrijk alvorens samen te gaan wonen in een appartement te Wenen.
Rybicka wilde niet gewoon de geliefde zijn van de prins en verlangde dat hij met haar zou trouwen. Op 1 juli 1914 schreef Leopold Clemens haar een brief vanuit Parijs, waarin hij een huwelijk binnen de zes maanden beloofde. Hij maakte haar tot zijn enige erfgename en verzocht zijn vader haar twee miljoen kroon uit te betalen, mocht hij komen te overlijden. De Eerste Wereldoorlog brak uit en Leopold Clemens werd opgeroepen om te gaan vechten. Rybicka stond erop eerst het huwelijk te voltrekken, maar de vader van Leopold Clemens had geen intentie om de mesalliance toe te staan. De officier zag zich bedreigd met onterving en ontslag. Nadat vaderlijke autoriteit en maatschappelijke conventies hem als jongeman tot een breuk met zijn moeder hadden gedreven, voelde hij zich nu ook genoodzaakt afstand te doen van zijn liefde.
De smeekbeden en dreigementen van Rybicka hadden geen effect, behalve dat haar een financiële vergoeding van vier miljoen kroon werd aangeboden. Op 17 oktober 1915 was ze uitgenodigd in de Weense residentie van de prins om afscheid te nemen en de cheque te ontvangen, maar dat was niet de reden waarom ze erheen ging. Na haar binnenkomst vuurde ze van dichtbij meerdere schoten op hem af en sloeg ze een fles zwavelzuur stuk in zijn gezicht. Daarna schoot ze zichzelf neer. Buren getuigden dat ze Leopold Clemens hoorden schreeuwen van pijn. De politie trof de halfnaakte Rybicka stervend aan op het bed, terwijl de prins schreeuwend op de grond lag. Rybicka werd gecremeerd in Jena in december 1915. Leopold Clemens, die een oog en veel van zijn gezichtsvlees had verloren, stierf tijdens een operatie na zes maanden afzien. Hij werd begraven in de St. Augustin te Coburg.

## Nawerking
Na de dood van zijn enige zoon liet Filips zijn fortuin na aan zijn grootneef Philipp Josias. De zaak riep onwelkome herinneringen op aan het Mayerlingincident, dat in 1889 de levens had geëist van kroonprins Rudolf en Marie von Vetsera.

## Voorouders
| Overgrootouders                                        | Ferdinand George August van Saksen-Coburg-Saalfeld-Koháry (1785-1851) ∞ Maria Antonia Koháry (1757-1831) | Ferdinand George August van Saksen-Coburg-Saalfeld-Koháry (1785-1851) ∞ Maria Antonia Koháry (1757-1831) | Lodewijk Filips I van Frankrijk (1773-1850) ∞ 1809 Marie Amélie van Bourbon-Sicilië (1782-1866) | Lodewijk Filips I van Frankrijk (1773-1850) ∞ 1809 Marie Amélie van Bourbon-Sicilië (1782-1866) | Leopold I van België (1790-1865) ∞ 1832 Louise-Marie van Orléans (1812–1850)   | Leopold I van België (1790-1865) ∞ 1832 Louise-Marie van Orléans (1812–1850)   | Jozef Anton van Oostenrijk (1776-1847) ∞ 1819 Maria Dorothea van Württemberg (1797-1855) | Jozef Anton van Oostenrijk (1776-1847) ∞ 1819 Maria Dorothea van Württemberg (1797-1855) | Jozef Anton van Oostenrijk (1776-1847) ∞ 1819 Maria Dorothea van Württemberg (1797-1855) | Jozef Anton van Oostenrijk (1776-1847) ∞ 1819 Maria Dorothea van Württemberg (1797-1855) |
| Grootouders                                            | August van Saksen-Coburg en Gotha (1818-1881) ∞ Clementine van Orléans (1817-1907)                       | August van Saksen-Coburg en Gotha (1818-1881) ∞ Clementine van Orléans (1817-1907)                       | August van Saksen-Coburg en Gotha (1818-1881) ∞ Clementine van Orléans (1817-1907)              | August van Saksen-Coburg en Gotha (1818-1881) ∞ Clementine van Orléans (1817-1907)              | Leopold II van België (1835-1909) ∞ Marie Henriëtte van Oostenrijk (1836-1902) | Leopold II van België (1835-1909) ∞ Marie Henriëtte van Oostenrijk (1836-1902) | Leopold II van België (1835-1909) ∞ Marie Henriëtte van Oostenrijk (1836-1902)           | Leopold II van België (1835-1909) ∞ Marie Henriëtte van Oostenrijk (1836-1902)           |                                                                                          |                                                                                          |
| Ouders                                                 | Filips van Saksen-Coburg en Gotha (1844-1921) ∞ Louise van België (1858-1924)                            | Filips van Saksen-Coburg en Gotha (1844-1921) ∞ Louise van België (1858-1924)                            | Filips van Saksen-Coburg en Gotha (1844-1921) ∞ Louise van België (1858-1924)                   | Filips van Saksen-Coburg en Gotha (1844-1921) ∞ Louise van België (1858-1924)                   | Filips van Saksen-Coburg en Gotha (1844-1921) ∞ Louise van België (1858-1924)  | Filips van Saksen-Coburg en Gotha (1844-1921) ∞ Louise van België (1858-1924)  | Filips van Saksen-Coburg en Gotha (1844-1921) ∞ Louise van België (1858-1924)            | Filips van Saksen-Coburg en Gotha (1844-1921) ∞ Louise van België (1858-1924)            |                                                                                          |                                                                                          |
| Leopold Clemens van Saksen-Coburg en Gotha (1878-1916) | | |                                                                                                 |                                                                                                 |                                                                                |                                                                                |                                                                                          |                                                                                          |                                                                                          |                                                                                          |